# Kapanga solitaria
Kapanga solitaria là một loài nhện trong họ Hahniidae.
Loài này thuộc chi Kapanga. Kapanga solitaria được Elizabeth Bangs Bryant miêu tả năm 1935.